# Agdistis (Schmetterling)
Agdistis ist eine Gattung von Schmetterlingen aus der Familie der Federmotten (Pterophoridae).

## Merkmale
Die Arten der Gattung Agdistis besitzen ebenso wie die der Unterfamilie Ochyrroticinae ungespaltene Vorder- und Hinterflügel. Die Flügel sind grau bis graubraun gefärbt und besitzen bei einigen Arten einen silbrigen Glanz. An der äußeren Hälfte der Costalader der Vorderflügel befinden sich normalerweise kleine Punkte. Weitere Punkte sind am Rand der Vorderflügelfalte vorhanden. Auf den Vorderflügeln ist die Ader R1 ausgebildet, die Adern R2 und R3 sind separiert. Die Adern M3 und Cu1 sind gestielt. In der Ruhestellung der Falter sind die Vorderflügel zusammengefaltet. Die Ränder dieser Falte beinhalten einen Bereich, der nur schwach mit keilförmigen Schuppen versehen ist. Das obere Ende dieses Bereiches befindet sich in der Nähe der Diskalregion, die Basis besteht aus dem zentralen Bereich des Flügelaußenrandes.
Die Falter dieser Gattung sind sich sehr ähnlich. Die Bestimmung anhand äußerer Merkmale ist in vielen Fällen sehr schwierig und häufig unzuverlässig, so dass zur Unterscheidung der Arten Merkmale der Genitalien herangezogen werden.
Die Valven, sacculare und cucullare Fortsätze des männlichen Genitals sind häufig asymmetrisch. Membranöse Falten oder Fortsätze sind ebenso wie Dorne gelegentlich vorhanden. Das neunte Sternit ist gut entwickelt und gestreckt. Die weiblichen Genitalien sind von großer Vielfalt, hier ist insbesondere die Form und Größe des Antrums charakteristisch.

## Verbreitung
Die Vertreter der Gattung Agdistis sind in der Paläarktis beheimatet, wobei sie hauptsächlich im Mittelmeerraum, in Afrika und in Südasien vorkommen. Eine einzige Art kommt auch in Nordamerika vor. In Südostasien, Australien und der Neotropis wird die Gattung Agdistis durch die Gattung Ochyrotica ersetzt.

## Lebensweise
Die Raupen der Gattung Agdistis leben auf Bleiwurzgewächsen (Plumbaginaceae), Frankenia, Tamariskengewächsen (Tamaricaceae) und Korbblütlern (Asteraceae). Sie verpuppen sich an Blättern oder Stängeln.

## Systematik
Die Gattung Agdistis umfasst weltweit gegenwärtig 97 Arten, von denen 28 auch in Europa beheimatet sind.
- Agdistis aberdareana Arenberger, 1988
- Agdistis adactyla (Hübner, [1819]) Europa
- Agdistis adenensis Amsel, 1961
- Agdistis africana Arenberger, 1996
- Agdistis americana Barnes & Lindsey, 1921
- Agdistis arabica Amsel, 1958
- Agdistis arenbergeri Gielis, 1986
- Agdistis asthenes Bigot, 1970
- Agdistis bellissima Arenberger, 1975
- Agdistis bennetii (Curtis, 1833) Europa
- Agdistis betica Arenberger, 1978 Europa
- Agdistis bifurcatus Agenjo, 1952 Europa
- Agdistis bigoti Arenberger, 1976 Europa
- Agdistis cappadociensis Fazekas, 2000
- Agdistis caradjai Arenberger, 1975
- Agdistis cathae Arenberger, 1999
- Agdistis chardzhouma Arenberger, 1997
- Agdistis clara Arenberger, 1986
- Agdistis cretifera Meyrick, 1909
- Agdistis criocephala Meyrick, 1909
- Agdistis cypriota Arenberger, 1983 Europa
- Agdistis dahurica Zagulajev, 1994
- Agdistis delicatulella Chrétien, 1917
- Agdistis dentalis Arenberger, 1986
- Agdistis desertorum Arenberger, 1999
- Agdistis dimetra Meyrick, 1924
- Agdistis espunae Arenberger, 1978 Europa
- Agdistis facetus Bigot, 1969
- Agdistis falkovitshi Zagulajev, 1986
- Agdistis flavissima Caradja, 1920
- Agdistis frankeniae (Zeller, 1847) Europa
- Agdistis furcata Arenberger, 1996
- Agdistis gerasimovi Zagulajev & Blumental, 1994
- Agdistis gibberipenis Arenberger, 1996
- Agdistis gittia Arenberger, 1988 Europa
- Agdistis glaseri Arenberger, 1978 Europa
- Agdistis hakimah Arenberger, 1985
- Agdistis halodelta Meyrick, 1925
- Agdistis hartigi Arenberger, 1973 Europa
- Agdistis heydeni (Zeller, 1852) Europa
- Agdistis hulli Gielis, 1998 Europa
- Agdistis incisa Arenberger & Buchsbaum, 2000
- Agdistis infumata Meyrick, 1912
- Agdistis ingens Christoph, 1885
- Agdistis insidiatrix Meyrick, 1933
- Agdistis intermedia Caradja, 1920 Europa
- Agdistis karabachica Zagulajev, 1990
- Agdistis karakalensis Zagulajev, 1990
- Agdistis karischi Arenberger, 1996
- Agdistis kenyana Arenberger, 1988
- Agdistis korana Arenberger, 1988
- Agdistis lomholdti Gielis, 1990
- Agdistis maghrebi Arenberger, 1976
- Agdistis malitiosa Meyrick, 1909
- Agdistis malleana Arenberger, 1988
- Agdistis manicata Staudinger, 1859 Europa
- Agdistis melitensis Amsel, 1954 Europa
- Agdistis meridionalis (Zeller, 1847) Europa
- Agdistis minima Walsingham, 1900
- Agdistis morini Huemer, 2001 Europa (Italien)
- Agdistis murgabica Zagulajev & Blumental, 1994
- Agdistis namibiana Arenberger, 1988
- Agdistis nanodes Meyrick, 1906
- Agdistis neglecta Arenberger, 1976 Europa
- Agdistis nigra Amsel, 1955 Europa
- Agdistis obstinata Meyrick, 1920
- Agdistis olei Arenberger, 1976
- Agdistis pala Arenberger, 1986
- Agdistis paralia (Zeller, 1847) Europa
- Agdistis parvella Amsel, 1958
- Agdistis picardi Bigot, 1964
- Agdistis piccolo Gielis, 1990
- Agdistis protai Arenberger, 1973 Europa
- Agdistis protecta Arenberger, 1999
- Agdistis pseudocanariensis Arenberger, 1973 Europa
- Agdistis pustulalis Walker, 1864
- Agdistis pygmaea Amsel, 1955
- Agdistis reciprocans Meyrick, 1924
- Agdistis riftvalleyi Arenberger, 2001
- Agdistis rubasiensis Zagulajev, 1985
- Agdistis sabokyi Fazekas, 2000
- Agdistis salsolae Walsingham, 1908 Europa
- Agdistis sanctaehelenae (Wollaston, 1879)
- Agdistis satanas Millihre, 1875 Europa
- Agdistis singula Arenberger, 1995
- Agdistis sissia Arenberger, 1987
- Agdistis sphinx Walsingham, 1907
- Agdistis spinosa Arenberger, 1986
- Agdistis symmetrica Amsel, 1955 Europa
- Agdistis takamukui Nohira, 1919
- Agdistis tamaricis (Zeller, 1847) Europa
- Agdistis tigrovaja Arenberger, 2001
- Agdistis tihamae Arenberger, 1999
- Agdistis toliarensis Bigot, 1987
- Agdistis tsumkwe Arenberger, 2001
- Agdistis turkestanica Zagulajev, 1990
- Agdistis urmijensis Zagulajev, 1996
- Agdistis yemenica Arenberger, 1999

### Synonyme
Aus der Literatur sind für die Gattung Agdistis folgende Synonyme bekannt:
- Adactylus Curtis, 1833
- Agdistes Stephens, 1835
- Adactyla Zeller, 1841
- Ernestia Tutt, 1907
- Herbertia Tutt, 1907